# Gamma-Protocadherin-Gencluster
Das Gencluster der gamma-Protocadherine liegt beim Menschen auf Chromosom 5q in einer Region, die als Prädisposition von Schizophrenie identifiziert wurde. Durch unterschiedliche Promotoraktivität upstream eines jeden variablen Exons und alternatives Spleißen an die drei C-terminalen, invarianten Exons können 22 unterschiedliche Isoformen gebildet werden. In Zellaggregations-Assays (Versuche zur Messung von Zellkontakten) konnte gezeigt werden, dass die jeweiligen Isoformen spezifische, homophile Interaktionen eingehen. Durch die Bildung von Tetrameren aus den 22 Isoformen erhöhte sich sogar die Anzahl der möglichen Interaktionsflächen von 22 auf 224 bzw. 234.256. Die starke Expression der gamma-Protocadherine an den Synapsen des Zentralnervensystems lassen eine wichtige Funktion bei der Ausbildung der synaptischen Spezifität vermuten. Bis heute gibt es allerdings keinen in vivo Nachweis, für eine Beteiligung der gamma-Protocadherine bei der Ausbildung spezifischer Zell-Zell-Kontakte.

## Familie der Protocadherine
Die Familie der Protocadherine besteht aus drei nebeneinander liegenden tandem-arrayed-Genclustern, welche für Transmembran-Proteine codieren, die mit einer N-terminalen Cadherin-ähnlichen Domäne ausgestattet sind. Aufgrund der Lokalisation an den Synapsen des zentralen Nervensystems wurde zunächst auf eine Beteiligung bei der Ausbildung der Synapsen bzw. der Ausbildung der synaptischen Spezifität geschlossen. Die drei Gencluster alpha. beta. gamma. liegen bei der Maus auf Chromosom 18 und beim Menschen in einer Region auf Chromosom 5q, die als genetische Prädisposition für Schizophrenie identifiziert wurde. Die genomische Organisation dieser Gene scheint zunächst unüblich und erinnert an die Anordnung der Immunglobulin- und T-Zell-Rezeptoren.